# 一の糸
『一の糸』（いちのいと）は1964年6月から1965年6月まで「文芸朝日」に連載された有吉佐和子の小説作品、およびそれを原作としてNHK「銀河ドラマ」で1969年4月7日から4月18日まで放送された連続テレビドラマである。カラー作品。全10回。
「一の糸」とは三味線の最も低く、太い糸である。演奏中に万一切れると他の弦ではその音が出せないため、演奏が中断する。

## 概要
「銀河ドラマ」第1作。何不自由ない生活から一転して世間の荒波に揉まれる女性と、文楽の三味線一筋に生きる男との二十年に亘る愛と悲しみを描く。本作がNHKドラマ初出演となる佐久間良子が主人公の17歳から40歳までを演じた。第2回テレビ大賞優秀番組賞受賞。

## 物語
大正7年、目を患って塞ぎ込んでいた新宿角筈の造り酒屋のひとり娘茜は、気晴らしに文楽を聞きに出掛けた大正座で、若い弾き手清太郎の巧みな撥さばきと一の糸の厳しい音色に魅了された。茜の心には次第に清太郎への思慕が募っていったが、彼には既に妻子があり所詮叶わぬ恋であった。2年後茜と元村の縁談が調った矢先に父が急逝して家業は破綻、婚約も解消され、茜は再起を期しながら母と伊豆の下田へ転じて不慣れな旅館業を始める。時が経ち東京に戻って料亭の女将になっていた茜に妻を亡くしていた清太郎が求婚する。茜は意を決して受け容れたが、後妻に入った露沢家には先妻の残した九人の子供たちがいた。

## キャスト
渡部茜
演 - 佐久間良子
渡部大造
演 - 茂山千五郎（十二世）
渡部世喜
演 - 沢村貞子
露沢清太郎
演 - 佐藤慶
露沢春子
演 - 高田美和
露沢和雄
演 - 高宮克弥
露沢次代
演 - 野田睦美
露沢年雄
演 - 森本隆
露沢律子
演 - 古城門昌美
露沢清吉
演 - 多田幸雄
露沢陶八
演 - 谷口完
広沢修元
演 - 柳永二郎
よし
演 - 菅井きん
きの
演 - 浦辺粂子
小松斐子
演 - 波野久里子
豊竹宇壺太夫
演 - 辰巳柳太郎
小谷ゆの
演 - 東山千栄子
茂木とよ
演 - 中村メイコ
豊竹秋太夫
演 - 柳沢真一
その他
演 - 蜷川幸雄、植村謙二郎、清水元、高桐真、石田茂樹、川田甫
ナレーター演 - 東山千栄子

## スタッフ
- 脚本 - 成沢昌茂
- 演出 - 和田勉、岡本熹侑
- 音楽 - 土田啓四郎
- 企画 - 古賀龍二
- 制作 - 広江均

## 参考資料
- 「テレビジョンドラマ」（放送映画出版）